# 拉芒坦
拉芒坦（法語：Lamentin，法語發音：[lamɑ̃tɛ̃]）是法国海外省瓜德罗普的一个市镇，属于巴斯特尔区。

## 地理
拉芒坦（16°16'18"N, 61°37'58"W）面积65.6 平方千米，位于法国海外省瓜德罗普。
与拉芒坦接壤的市镇（或旧市镇、城区）包括：拜马欧、珀蒂堡、潘特努瓦尔、圣罗斯。
拉芒坦的时区为UTC−04:00（大西洋时区）。

## 行政
拉芒坦的邮政编码为97129，INSEE市镇编码为97115。

## 政治
拉芒坦所属的省级选区为拉芒坦县。

## 人口

1962-2008年间拉芒坦人口变化图示

拉芒坦于2022年1月1日时的人口数量为18437人。